# Aeroportul Santana do Araguaia
Aeroportul Santana do Araguaia (IATA: CMP, ICAO: SNKE) este un aeroport din Pará, Brazilia ce deservește zona Santana do Araguaia. Aeroportul a fost tranzitat în 2011 de 571 de pasageri. A fost numit după zona deservită.
Situat la o altitudine de 182 m, aeroportul dispune de 1 pistă.

## Infrastructură

### Piste
Aeroportul dispune de o singură pistă. Pista 1/19 are suprafața de asfalt și dimensiunile 1.500 m × 30 m. 